# Eagle-Macomber Motor Car Company

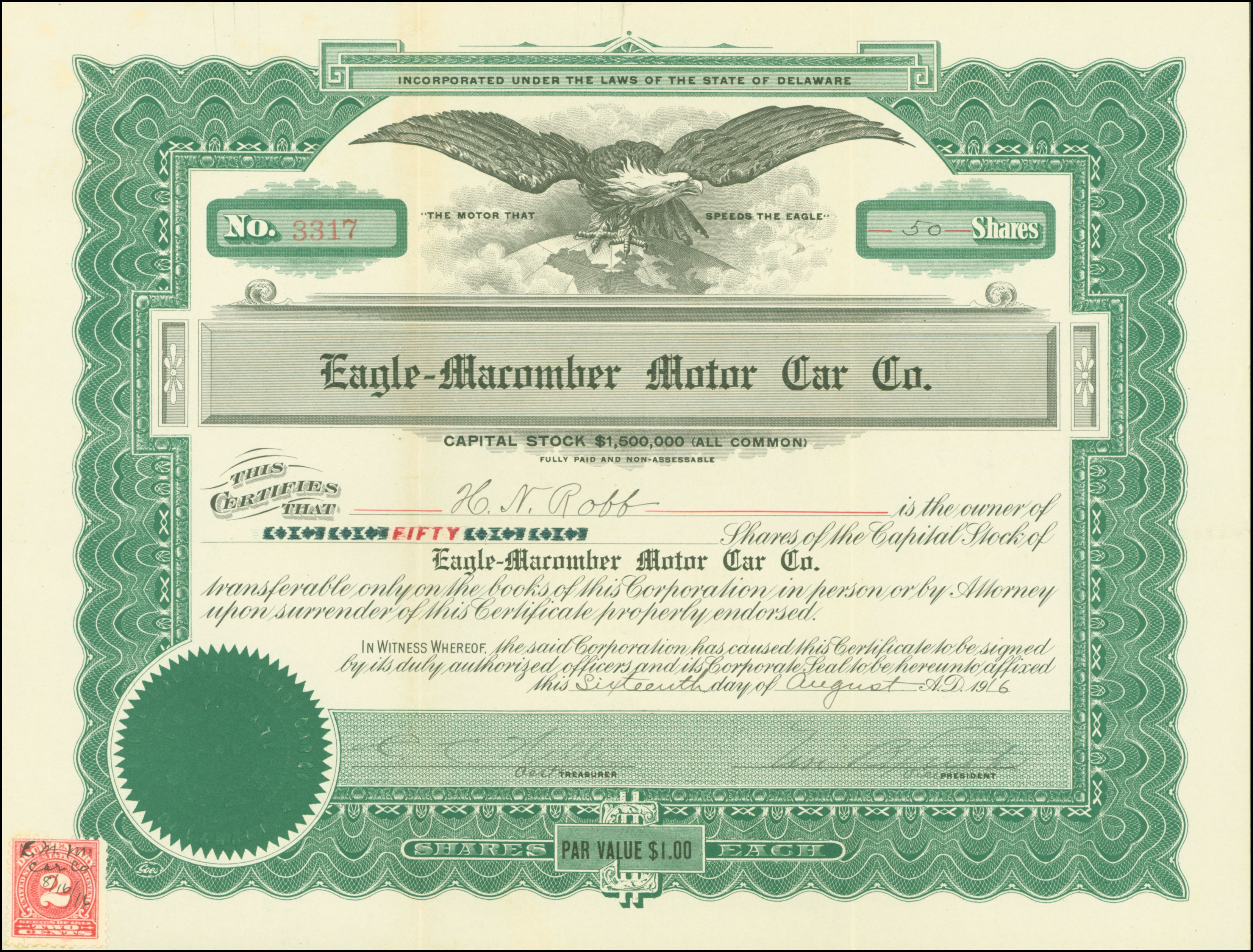
Aktie der Eagle-Macomber Motor Car Co. vom 16. August 1916

Eagle-Macomber Motor Car Company, vorher Eagle Cyclecar Company, war ein US-amerikanischer Hersteller von Automobilen.

## Unternehmensgeschichte
Walter G. Macomber gründete 1914 die Eagle Cyclecar Company in Los Angeles in Kalifornien. Wenig später zog er nach Chicago in Illinois. Er begann mit der Produktion von Automobilen. Der Markenname lautete zunächst Eagle. Im Dezember 1914 erfolgte die Umbenennung in Eagle-Macomber Motor Car Company. Der Sitz blieb zunächst in Chicago. Nachdem ein größeres Werk in Sandusky gefunden worden war, wurde der Geschäftsbetrieb im November 1915 dorthin verlegt. Ab 1916 wurden die Fahrzeuge als Eagle-Macomber vermarktet. 1918 endete die Produktion. Insgesamt entstanden 35 Fahrzeuge.

## Fahrzeuge
Das Ungewöhnliche an den Fahrzeugen war ein selbst entwickelter Sternmotor. Er war als Fünfzylindermotor ausgelegt und luftgekühlt. Die Fahrzeuge wurden als Cyclecars bezeichnet, obwohl sie die Kriterien teils deutlich verfehlten.
Das Model 1 von 1914 bis 1915 hatte ein Fahrgestell mit 267 cm Radstand und 91 cm Spurweite. Der offene Roadster hatte zwei Sitze, die leicht versetzt nebeneinander angeordnet waren. 65,0875 mm Bohrung und 76,2 mm Hub ergaben 1268 cm³ Hubraum. Die Motorleistung war mit 12/14 PS angegeben. Das Fahrzeug wog 340 kg.
Von 1915 bis 1916 gab es das Model 1-A. Der Radstand war auf 279 cm verlängert und die Spurweite auf 142 cm verbreitert worden. Der Roadster bot Platz für zwei Personen nebeneinander. Der Motor war auf 2027 cm³ Hubraum vergrößert worden. Die Maße betrugen nun 76,2 mm Bohrung und 88,9 mm Hub. Der Motor leistete 18 PS. Das Leergewicht war mit 725 kg mehr als doppelt so hoch.
Für 1917 ist keine Modellbezeichnung überliefert. Der Motor leistete 28 PS. Der Radstand betrug 274 cm. Im Angebot standen Aufbauten als zweisitziger Roadster und als dreisitziger Cloverleaf Roadster.
1918 wurde der Radstand auf 300 cm verlängert. Die Motorleistung blieb unverändert. Das Model D war als Tourenwagen und als Touren-Limousine erhältlich, jeweils mit fünf Sitzen.

## Modellübersicht
| Jahr      | Modell    | Zylinder | Leistung (PS) | Radstand (cm) | Aufbau                                          |
| --------- | --------- | -------- | ------------- | ------------- | ----------------------------------------------- |
| 1914–1915 | Model 1   | 5        | 12/14         | 267           | Stagger Seat Roadster                           |
| 1915–1916 | Model 1-A | 5        | 18            | 279           | Roadster 2-sitzig                               |
| 1917      |           | 5        | 28            | 274           | Cloverleaf Roadster 3-sitzig, Roadster 2-sitzig |
| 1918      | Model D   | 5        | 28            | 300           | Tourenwagen 5-sitzig, Touren-Limousine 5-sitzig |

## Produktionszahlen
| Jahr  | Produktionszahl |
| ----- | --------------- |
| 1914  | 12              |
| 1915  | 10              |
| 1916  | 3               |
| 1917  | 6               |
| 1918  | 4               |
| Summe | 35              |

## Übersicht über Pkw-Marken aus den USA, die mitEaglebeginnen
| Marke          | Hersteller                            | Vermarktungsbeginn | Vermarktungsende | Ort, Bundesstaat      |
| -------------- | ------------------------------------- | ------------------ | ---------------- | --------------------- |
| Eagle          | Eagle Automobile Company (New York)   | 1905               | 1905             | Buffalo, New York     |
| Eagle          | Eagle Automobile Company (New Jersey) | 1905               | 1907             | Rahway, New Jersey    |
| Eagle          | Eagle Motor Carriage Company          | 1908               | 1908             | Elmira, New York      |
| Eagle          | Eagle Automobile Company (Missouri)   | 1909               | 1909             | St. Louis, Missouri   |
| Eagle          | Eagle-Macomber Motor Car Company      | 1914               | 1915             | Chicago, Illinois     |
| Eagle          | Eagle Electric Automobile Company     | 1915               | 1916             | Detroit, Michigan     |
| Eagle          | Durant Motors                         | 1923               | 1924             | Lansing, Michigan     |
| Eagle          | Eagle Manufacturing                   | 1978               | 1984             | Campbell, Kalifornien |
| Eagle          | Eagle Coach Work                      | 1980               | 2001             | Amherst, New York     |
| Eagle          | Eagle (US-amerikanische Automarke)    | 1987               | 1998             | Detroit, Michigan     |
| Eagle-Macomber | Eagle-Macomber Motor Car Company      | 1916               | 1918             | Sandusky, Ohio        |